# Braccio di Ferro e la sonnambula
Braccio di Ferro e la sonnambula (A Dream Walking) è un film del 1934 diretto da Dave Fleischer. È un cortometraggio d'animazione della serie Braccio di Ferro, uscito negli Stati Uniti il 26 settembre 1934. Il titolo originale deriva dal popolare brano "Did You Ever See a Dream Walking?", introdotto l'anno precedente nel film Sitting Pretty; una versione strumentale è udibile lungo la maggior parte del corto, a partire dai titoli di testa.

## Trama
Braccio di Ferro e Bluto dormono in stanze adiacenti dello stesso palazzo, mentre Olivia Oyl sta dormendo al piano di sopra. Olivia, in camicia da notte, inizia a camminare nel sonno, allertando Braccio di Ferro e Bluto. La ragazza cammina sui tetti di vari edifici, fino ad arrivare al cantiere di un grattacielo, mentre Braccio di Ferro e Bluto litigano tra loro mentre corrono freneticamente per salvare Olivia dal pericolo. Davanti al cantiere i due incontrano l'indifferente guardiano Poldo Sbafini, che non fa altro che mangiare panini e afferma che Olivia "si sveglierà quando cadrà". Quindi i due uomini salgono nel cantiere e si ostacolano a vicenda mentre cercano di salvare Olivia, finendo anche per diventare brevemente sonnambuli a loro volta dopo essere stati colpiti da una trave. Quando Bluto cerca di far cadere Braccio di Ferro da una trave a cui si è aggrappato, il marinaio mangia gli spinaci, si riprende, insegue Bluto e lo picchia fino a buttarlo giù dal cantiere. Olivia, ancora addormentata, cammina su varie travi d'acciaio sospese in aria e torna nel letto della sua stanza, miracolosamente illesa. Anche Braccio di Ferro arriva e si accorge che sta bene, ma la sveglia facendo cadere accidentalmente una sveglia. Lei, infuriata, crede che la stesse spiando e gli tira tutto ciò che trova, chiudendolo fuori dalla finestra.

## Distribuzione

### Edizione italiana
L'unico doppiaggio italiano conosciuto fu realizzato dalla C.R.C. per la trasmissione del corto sulle reti Rai a metà anni 1990. Non essendo stata registrata una colonna internazionale, fu sostituita la musica presente durante i dialoghi.

### Edizioni home video
Il corto fu pubblicato in DVD-Video in America del Nord il 31 luglio 2007 nel primo disco della raccolta Popeye the Sailor: Volume One, dove è visibile anche con un commento audio di Eric Goldberg.